# LTO-Zyklus
LTO-Zyklus (englisch Landing and Take Off Cycle) ist ein von der ICAO im Rahmen der Zertifizierung von Luftfahrzeugen entwickeltes standardisiertes Verfahren zur Ermittlung der Triebwerksemissionen.
Demnach umfasst der LTO-Zyklus, abhängig vom Flugzeugtyp die folgenden Phasen mit den entsprechenden Betriebszeiten in Minuten:
|                | Rollen | Start | Steigflug | Anflug |
| -------------- | ------ | ----- | --------- | ------ |
| Strahlflugzeug | 26,0   | 0,7   | 2,2       | 4,0    |
| Turboprop      | 26,0   | 0,5   | 2,5       | 4,5    |

Der Steigflug erfolgt dabei auf eine Höhe von maximal 3000 ft (900 m). Zur Ermittlung der Emissionen werden die Triebwerke in jeder Betriebsphase mit unterschiedlicher Belastung betrieben. Für den LTO-Zyklus hat die ICAO 1981 zum ersten Mal Schadstoffgrenzwerte für neu zuzulassende Flugzeugmuster festgelegt, die in Band II des Annex 16 (Umweltschutz) des Chicagoer Abkommens enthalten sind. Seitdem wurden die Grenzwerte zweimal verschärft.